# Броштень (Ясси)
Броштень, Броштені (рум. Broșteni) — село у повіті Ясси в Румунії. Входить до складу комуни Вледень.
Село розташоване на відстані 349 км на північ від Бухареста, 38 км на північний захід від Ясс.

## Населення
За даними перепису населення 2002 року у селі проживала 441 особа, усі — румуни. Усі жителі села рідною мовою назвали румунську.